# Julkyrka

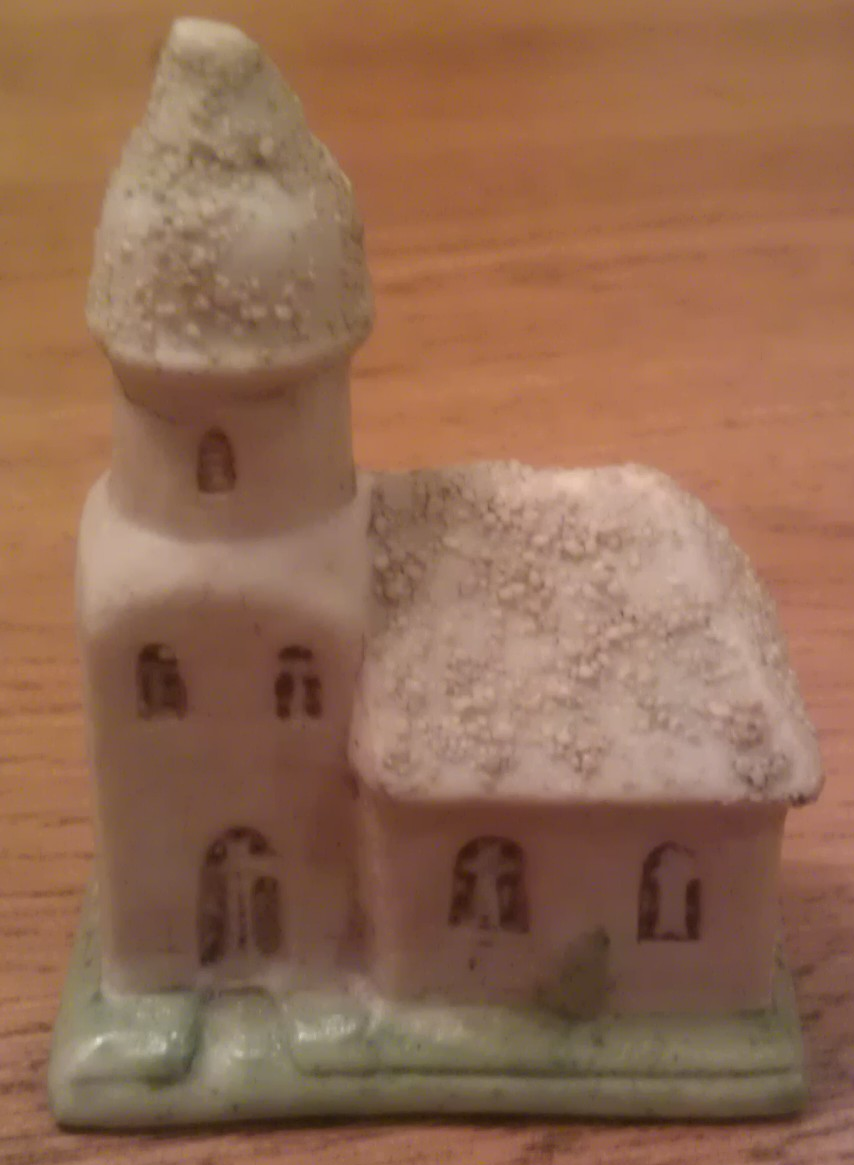
Engelsk julkyrka från 1924

Julkyrka avser sedan början av 1900-talet  en konkret kyrkomodell, en miniatyrkyrka, som julprydnad. Inte minst postorderföretagens och varuhusens kataloger och reklamblad kom att lansera ordet i den betydelsen till en bredare allmänhet. Andra beteckningar som möter i främst Sverige är julbordskyrka, adventskyrka och gipskyrka.
Under de första decennierna av 1900-talet blev julkyrkor ett vanligt inslag på julmarknaderna, och julkyrkor kunde då också köpas i till exempel olika porslinsaffärer och leksaksaffärer. Framför allt stod italienska gipsgjutare för tillverkningen och försäljningen i början av 1900-talet. Från att i första hand ha varit ett hantverk blev tillverkningen av julkyrkor kring mitten av 1900-talet mer industriell. Julkyrkorna försågs nu ofta också med elektrisk belysning och med ett uppdragbart mekaniskt spelverk med melodin till Stilla natt. Som hobbyarbeten har det också varit populärt att tillverka julkyrkor.
Vid mitten av 1900-talet hade seden med julkyrkor blivit en fast tradition i många hem. I Stockholm anordnades år 1941 en utställning under temat ”Julkrubbor, julkyrkor och julbord” av välgörenhetsföreningen Julrosen. Seden med kyrkor som julprydnad hade från början en stark koppling till seden med julkrubbor men också mer övergripande i traditioner kring julborden, som intog en central roll i hemmens julfirande i äldre tider De första julkrubbslandskapen i Sverige benämndes ofta julbord, och uppgifter om sådana föreligger från 1800-talet.
Julbordet var långt mer än ett bord för julmaten. Vanligen stod det fint dukat under hela julhelgen och skapade fest och stämning. Föremål som symboliserade och som på olika sätt återgav julens budskap placerades på julbordet som Kristusbilder och julbrev eller julark med illustrationer av händelserna i samband med Jesu födelse. I linje med detta blev också krubblandskap med bibliska figurer och vinterlandskap med julkyrkor från sekelskiftet 1900 populära inslag på julborden. De inte sällan fantasifullt uppbyggda julborden med krubblandskap och vinterlandskap med kyrka var i första hand avsedda för barnens fascination, och i en del hem fick barnen ett särskilt julbord, där också krubban och julkyrkan fick sin plats.